# マンハッタン生命保険ビルディング
マンハッタン生命保険ビル(Manhattan Life Insurance Building) は、アメリカ合衆国ニューヨーク市ロウアー・マンハッタンにかつて存在した高層ビルである。

## 概要
マンハッタン生命保険ビルは、ニューヨーク市マンハッタン区 64-66 ブロードウェイに1894年に竣工した。高さ106mで、マンハッタンで初めて100mの高さを越えた超高層ビルとなった。このビルはen:Kimball & Thompsonの建築士たちによって設計された。1904年に北側へ少し拡張され、新しい住所は 64-70 ブロードウェイとなった。
1926年、マンハッタン生命保険会社からFrederick Brownへ売却された。さらに数年後、Manufacturer's Trust Companyへと売却された。1928年、今度はこのビルの北側に隣接する本社を持っていたCentral Union Trust Companyにより取得された。このときの買収金額は未公開だが、400万ドルと見積もられている。
このビルはen:Irving Trust Company Buildingの別館を建設するために解体された。この建物は1965年に完成し、現在の1 ウォール・ストリートとなっている。解体完了の時期は文献によって1963年または1964年と異なっている。